# Chevillon (Alt Marne)
Chevillon és un municipi francès situat al departament de l'Alt Marne i a la regió del Gran Est. L'any 2007 tenia 1.396 habitants.

## Demografia

### Població
El 2007 la població de fet de Chevillon era de 1.396 persones. Hi havia 570 famílies de les quals 152 eren unipersonals (72 homes vivint sols i 80 dones vivint soles), 177 parelles sense fills, 193 parelles amb fills i 48 famílies monoparentals amb fills.
La població ha evolucionat segons el següent gràfic:
Habitants censats

### Habitatges
El 2007 hi havia 651 habitatges, 580 eren l'habitatge principal de la família, 23 eren segones residències i 48 estaven desocupats. 546 eren cases i 101 eren apartaments. Dels 580 habitatges principals, 431 estaven ocupats pels seus propietaris, 130 estaven llogats i ocupats pels llogaters i 19 estaven cedits a títol gratuït; 1 tenia una cambra, 26 en tenien dues, 77 en tenien tres, 175 en tenien quatre i 301 en tenien cinc o més. 396 habitatges disposaven pel capbaix d'una plaça de pàrquing. A 239 habitatges hi havia un automòbil i a 259 n'hi havia dos o més.

### Piràmide de població
La piràmide de població per edats i sexe el 2009 era:
| Homes | Edats   | Dones |
| ----- | ------- | ----- |
| 0     | 95 o +  | 0     |
| 0     | 90 a 94 | 0     |
| 0     | 85 a 89 | 22    |
| 9     | 80 a 84 | 10    |
| 24    | 75 a 79 | 32    |
| 33    | 70 a 74 | 29    |
| 22    | 65 a 69 | 25    |
| 38    | 60 a 64 | 43    |
| 52    | 55 a 59 | 39    |
| 73    | 50 a 54 | 66    |
| 78    | 45 a 49 | 64    |
| 51    | 40 a 44 | 61    |
| 40    | 35 a 39 | 44    |
| 38    | 30 a 34 | 45    |
| 34    | 25 a 29 | 43    |
| 62    | 20 a 24 | 38    |
| 57    | 15 a 19 | 63    |
| 55    | 10 a 14 | 56    |
| 32    | 5 a 9   | 51    |
| 35    | 0 a 4   | 19    |

## Economia
El 2007 la població en edat de treballar era de 889 persones, 611 eren actives i 278 eren inactives. De les 611 persones actives 537 estaven ocupades (311 homes i 226 dones) i 74 estaven aturades (28 homes i 46 dones). De les 278 persones inactives 105 estaven jubilades, 65 estaven estudiant i 108 estaven classificades com a «altres inactius».

### Ingressos
El 2009 a Chevillon hi havia 562 unitats fiscals que integraven 1.362,5 persones, la mediana anual d'ingressos fiscals per persona era de 15.745 €.

### Activitats econòmiques
Dels 36 establiments que hi havia el 2007, 3 eren d'empreses alimentàries, 8 d'empreses de fabricació d'altres productes industrials, 3 d'empreses de construcció, 5 d'empreses de comerç i reparació d'automòbils, 5 d'empreses de transport, 1 d'una empresa d'hostatgeria i restauració, 1 d'una empresa de serveis, 8 d'entitats de l'administració pública i 2 d'empreses classificades com a «altres activitats de serveis».
Dels 9 establiments de servei als particulars que hi havia el 2009, 1 era una oficina d'administració d'Hisenda pública, 1 gendarmeria, 1 oficina de correu, 1 taller de reparació d'automòbils i de material agrícola, 1 fusteria, 2 lampisteries i 2 perruqueries.
Dels 3 establiments comercials que hi havia el 2009, 1 era una botiga de més de 120 m², 1 una botiga de menys de 120 m² i 1 una botiga de material de revestiment de parets i terra.
L'any 2000 a Chevillon hi havia 17 explotacions agrícoles que ocupaven un total de 1.067 hectàrees.

## Equipaments sanitaris i escolars
El 2009 hi havia 1 farmàcia i 1 ambulància.
El 2009 hi havia 1 escola maternal i 1 escola elemental. Chevillon disposava d'un col·legi d'educació secundària amb 306 alumnes.

## Poblacions més properes
El següent diagrama mostra les poblacions més properes.